# Gagering
Gagering ist eine Rotte und eine Fraktion (Ortschaft) der Gemeinde Fügen im Zillertal in Tirol mit 188 Einwohnern (Stand 1. Jänner 2024).

## Geographie
Gagering befindet sich im vorderen Zillertal rund 2 km nördlich des Gemeindehauptortes Fügen auf dem Schwemmkegel des Gageringerbachs. Die Ortschaft liegt an der Zillertalstraße und verfügt über eine eigene Haltestelle der Zillertalbahn.

## Geschichte
Der Ort wurde Mitte des 14. Jahrhunderts als daz (da zu) Gägeringen im Rottenburger Urbar erstmals erwähnt. Die Häuser gehörten ursprünglich zur Gemeinde Schlitters, die Felder zu Fügen, die bis 1816 damit sogar einem anderen Landesherren (Fürsterzbistum Salzburg) unterstanden. Seit 1857 gehört Gagering als ganzes zu Fügen.